# Abadiânia

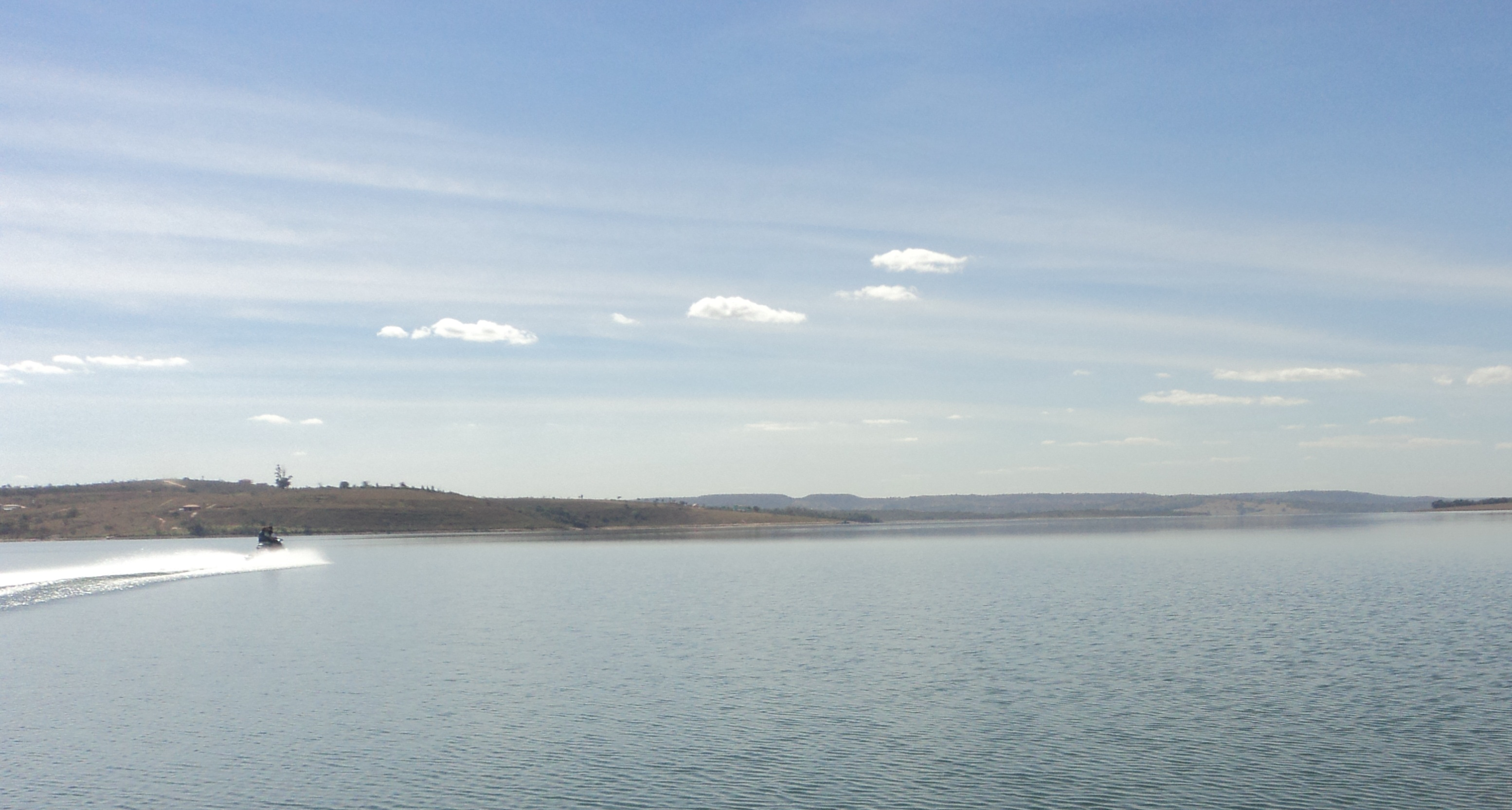

Abadiânia est une ville brésilienne du centre de l'État du Goiás.

## Généralités
Cette ville abrite une structure appelée Casa don Ignacio, dirigée par le médium João de Deus.

## Géographie
Abadiânia se situe par une latitude de 16° 12′ 14″ sud et par une longitude de 36° 32′ 24″ ouest, à une altitude de 3 mètres.
Sa population était de 17 326 habitants au recensement de 2013. La municipalité s'étend sur 1 044 km2.
Elle fait partie de la microrégion d'Entorno do Distrito Federal, dans la mésorégion Est de Goiás.